# Flygminister
Flygminister, minister som ansvarar för bland annat statligt flyg och lagar kring hur en pilot bör hantera ett flygplan. Det har funnits flygministrar i bland annat Österrike och Irland. I Irland kom flygministrar till i och med att statliga bolag körde flyg utan tillstånd som krävdes från vissa större flygplatser.
I en utgåva av "Veckans nutidsfrågor" från Mera-förlaget nämndes den snarlika termen flygplansminister.
Succén med flygministrar i Irland, Österrike och Indien inleddes mot slutet av 1940-talet.
I USA finns det en flygvapenminister (Secretary of the Air Force), underställd försvarsministern, som är chef för flygvapnet.

## Kända flygministrar
- Madhavrao Scindia (Indien)
- Dominique Dord
- Mirwas Sadiq (Afghanistan)